# 门口效应
门口效应（英語：doorway effect）是一种心理效应，表现为在穿过门或者从一个地方移动到另一个地方时发生的短期记忆丧失现象。例如，一个人走过门后，就忘记了自己要做什么。研究表明，这种效应存在于实际边界上（例如穿过门后就忘记自己要做什么），也存在于抽象边界中（例如在电脑中从一个窗口移动到另外一个窗口）。
记忆是按情景记忆的方式，围绕特定事件或情节组织起来的。 在情景记忆的组织方法下，记忆接受和存储事件具有明确时间和地点关系的信息。大量研究表明，外部情景在记忆分离的过程中起到了重要的作用，有助于区分记忆中的不同事件。相较于在其他坏境的记忆，大脑更容易提取在目前环境的记忆。因而，当我们移动到不同地方时，就容易发生门口效应。